# A Vendvidék történelme
A Vendvidék történelme a kezdetektől egészen 1920-ig tárgyalható. Onnantól kezdve beszélhetünk külön a Muravidékről (Prekmurje), amely ma Szlovénia területe. A Magyarországon a trianoni békeszerződésben el nem csatolt Szentgotthárd környékén található településekre vonatkozik ma a Vendvidék kifejezés, noha az elmúlt évtizedekben túlságosan pejoratívnak ítélték a Vend elnevezést elsősorban a magyarországi szlovén nemzetiség vezetői. Ennek elsődleges okát abban kell keresni, hogy a magyarosításra törekvő dualizmuskori magyar belpolitika a megosztására törekedett a nemzetiségek esetében, hogy az anyanemzettől elválassza őket. Ennek jegyében különféle programok keretében a szlovén kisebbség tagjai magyarul vendek-nek vallották magukat, amelyet a szlovének egy része Magyarországon még most is tesz. A politika szája-ízének megfelelően számos publikáció demonstrálta, hogy a vendek sohasem voltak és sohasem lehetnek a szlovén nemzet részei, mert tagjai „magyarok, vendül beszélnek, de lélekben, szívben magyar nemzetiségűek.”
A Vendvidék történelme szorosan összefügg a magyarországi szlovénség történetével. A kettő közti kapcsolat eredete már a honfoglalás előtti időtől számítható, amikor a szlovénség a Dunántúlnak csaknem a felét birtokolta és az Alpokbeli szlovén államtól különálló fejedelemséget alkotott Alsó-Pannonia néven, amely a magyarok bejöveteléig fennállt.

A honfoglalást követően, s az államalapításkor a szlovének lakta terület már nyugatabbra húzódott a Mura mellékére. Az akkori határa ennek a középkorban még sokkal nagyobb lehetett, bizonyos, hogy a Őrség belső térségeit is szlovénok lakták még egy időn át, ugyanúgy északnyugaton, északon a most Ausztria részét képező dél-burgenlandi régió csücskében. Ezeket alátámasztja, hogy számos településnek van vend és szlovén nyelven neve.

A területnek eleinte nem volt meghatározott neve, így a középkorban létezett rajta Belmura, Dobrafölde és Tótság, s ezek nem terjedtek ki az összes szlovénlakta területre. Ennek oka kereshető abban, hogy ezek a korai helynevek nem köznapi, vagy hagyománybeli elnevezésből, hanem mondjuk közigazgatási rendezés révén keletkezett. A Tótság példának okáért a győri püspökség szervezése során jött létre, amely nem terjedt ki a régió egészére, mert a délebbre élő szlovénokat a zágrábi püspök vezette. Idővel azonban a Tótságot a köznyelv és később írásos források minden olyan régióra kiterjesztették, ahol szlovénok laktak.
A Somogyba kitelepülő szlovéneknek nem nyílt lehetőségük arra, hogy az általuk lakott falvak külön tájegységgé szerveződjenek, mert viszonylag hamar bekövetkezett az asszimiláció körükben és sokan a hazatérést választották később.
A török háborúk elérték ezt a vidéket is. Noha a törökök nem foglalták el a tótsági várakat, de természeti adottságánál fogva a vidéket az ellenséges csapatok nagyon gyorsan átjárták, ezért a dunántúli hódoltságból előretörő törökök megfélemlítették és adózásra kényszerítették a szlovénokat. Egy-egy nagyobb hadjárat vagy csata alkalmával kapott erősebb támadást a térség, de nyilvánvaló, hogy nem okozott jelentősebb változást az etnikai összetételében, legalábbis a közvetlen vendvidéki törzsterületeknek.

A Vendvidék történetében kimagasló szerepet kap a szentgotthárdi ciszterci apátság megalapítása, valamint az 1664. évi szentgotthárdi csata, amelyek miatt a világtörténelemben is szerepel a terület neve.
Az első világháborút követően a Vendvidéken kísérletet tettek önálló állam létrehozására nemzetiségi politikai vezetők. A legfontosabbnak az ún. Szlovenszka krajina tekinthető, amelyet az elégtelen politikai viszonyok és egyes belső gondok miatt nem lehetett keresztül vinni. A másik az ún. Vendvidéki Köztársaság amelyet ma is reális dolognak látnak némely nemzeti körök Szlovéniában (amelyet indokolatlanul a korábbi kommunista szellemű történetírástól kölcsönöznek, mely elvi okok miatt helyezte ezt az államot előtérbe), sőt abszurd módon magyar oldalon épp a maguk javára történt cselekménynek kezelik ma is sokan.

1941-ben a magyar hadsereg utoljára visszafoglalta a Vendvidék nagyobbik részét Jugoszláviától, amelyet igyekezett teljesen átformálni úgy, hogy már semmi se kösse a szlávokhoz. A történelem viharai és a szlovének ellen hozott intézkedések, s diktatórikus elnyomások miatt a mai Vendvidék területén a szlovén nemzetiség kihaló félben van.

## A kezdetek
A Vendvidék területe már nyilván az őskorban lakott volt. Több helyen kerültek elő újkőkorszakból származó eszközök.
Az ókorban a kelták élhettek a vidéken, amelyek aztán római uralom alá kerültek. Római korból való halomsírokat fedeztek fel például Kerkafőn (ma Čepinci, Szlovénia).

Mikola Sándor matematika-fizika tanárnak a vendekről szóló, politikailag erősen Trianon-ellenes szellemű művei az első időszakban igyekeznek a keltákban keresni az itteni szlovének (vendek) őseit, de állításait a régészeti kutatások egyáltalán nem támasztották alá még ma sem.

A népvándorlás során Pannónia valamikori területéről a kelta és romanizált lakosság kipusztult, helyükbe előbb germánok, mint gótok, vandálok és teutonok is érkeztek. A Dunántúlon Sármelléken bukkantak vandál-temetőre a régészek. Valószínűleg a gót és vandál lakosság elhagyta a területet, ezután két hullámban avarok vették birtokba a térséget. A második hullámban érkeztek a szlovének velük, akik mint „szlogák” éltek az avarok mellett. Őket megelőzően a szlovén megtelepedés az Alpok vidékén már régebben megtörtént, ott szerveződött meg Karantánia nevű állama a szlávoknak.
A magyar honfoglalást követően is helyükön maradt a szlovének, javarészük nyilván asszimilálódott, míg a Mura mellékén, s talán a Dráva egy szakaszán mentén – ahol a természeti adottságok miatt zártabb volt a vidék – fennmaradtak.

Lehetséges, hogy az államalapítás környékén is voltak kelta, vagy vandál elemek ezekben a közegekben, de beolvadásuk a szlávokba aligha befolyásolhatta volna kulturális, identitásbeli, vagy nyelvi alakulásukat. Sokkal inkább külső, részint környezeti tényezők vezettek ahhoz, hogy a magyarországi szlovéneknek idővel sokkal sajátságosabb, eltérőbb nyelve alakult ki, mint a mostani szlovéniai lakosságának, ahol azonban még mindig olyan nyelvjárásokat beszélnek, amelyek érezhetően mutatják eltérésüket a sztenderd szlovén nyelvtől.

## A Vendvidék története a középkorban

### A szentgotthárdi apátság
A Vendvidék fejlődésének legfontosabb láncszeme a ciszter apátság megalapítása Szentgotthárdon. III. Béla hívta be a szerzeteseket az országba, akik megkapták a mai Szentgotthárd vidékét, mely akkoriban még szinte lakatlan volt. A ciszter szerzetesek lassan kiépítették a mezőgazdaságot és a falvakat a környéken, amelyeket szlovénokkal népesítettek be. A szerzetesek és a lakosság áldozatos munkája révén a 13. században már virágzott az apátság, amelynek szinte annyi joga volt, hogy gyakorlatilag „államot képzett az államban,” de persze nem törekedett teljes függetlenség megszerzésére.

A mostani Vendvidéken található falvak többsége azonos azokkal, amelyek a ciszterci rend uradalmába tartoztak. A Szentgotthárdtól keletre, illetve Ausztriában fekvő falvak etnikai összetétele ma már megváltozott, de épp a ciszterek munkája révén ez a terület is részévé lett a Vendvidéknek.
Az apátság a 14. század közepén hanyatlásnak indult, de munkájának nyoma a vidéken még ma is megmutatkozik.

## A Vendvidék átalakulása

### Szlovenszka krajina
Klekl József 1918-ban elérkezettnek látta az időt, hogy megszerezze a Vendvidék számára a remélt autonómiát, vagy pedig önállóságot. Ezt az elképzelést már lényegében Borovnyák József és Ivanóczy Ferenc is megalapozta.

Klekl nem volt könnyű dolga, mert bár a Monarchia összeomlott, de a Vendvidéken nem mindenki támogatta a függetlenedést, vagy pedig a csatlakozást a Szerb–Horvát–Szlovén Királysághoz. Az evangélikusok szellemiségüknél fogva feltétlen magyar- és magyarosításpártiak voltak, tehát ők ellenezték a Magyarországon belül adandó autonómiát, amelynek révén a Vendvidék föderatívan lenne része az országnak. A lakosság nagy hányada pedig azért tartózkodott ettől, mert információ hiányában fogalma sem volt, hogy milyen sors várna re abban a helyzetben ha független lenne, avagy Jugoszlávia része. Jövőjüket tehát nem látták a délszláv államban.
Klekl és köre azonban vállalkozott erre és előterjesztette javaslatát, először mint az autonóm vendvidéki területről. Programjában gazdasági, oktatásügyi és hadügyi fejlesztések és szervezések szerepeltek. A megszervezendő entitás neve természetesen Szlovenszka krajina lett volna, amely a Vendvidék szlovén neve volt. Ezek a jogok már majdnem felértek egy állami szuverenitással is. Mivel a magyar kormány egy ideig habozott, ezért Kleklék 1918 végére már előrehaladottnak látták ezt és a lakosság még mindig bizalmatlankodott. Így a belatinci gyűlésen elutasították a magyar fél javaslatát az autonóm terület megszervezéséről és már csak a jugoszláv-csatlakozásban láttak végső megoldást. Ezt persze elképzelték úgy, hogy egyoldalúan kimondva függetlenségüket, kérik a Szlovén krajina felvételét a Szerb–Horvát–Szlovén Királyságba, amelyet arról az oldalról is megvalósíthatónak tartottak. Végül a kommunista hatalomátvétel idézte azt elő, hogy a délszláv fél cselekvésre szánja el magát és elfoglalja a Vendvidék több mint kétharmadát, mielőtt a vezetői tényleg megszervezik a függetlenség kikiáltását.

### Mura köztársaság
A Vendvidék okkupációjára készülő szerb és horvát egységek alighogy felálltak a Muraközben, amikor egy Tkálecz Vilmos nevű kommunista kötelékben tevékenykedő népbiztos kikiáltotta az ún. Mura köztársaságot Muraszombatban. Tulajdonképpen Tkálecz megpróbálta elkerülni, hogy letartóztassák, mert jogaival alaposan visszaélt korábban. A komolytalanságát ennek legjobban mutatja, hogy hangzatos ígérgetéseken kívül semmi programja nem volt és a végén már nem is törődött az általa csak úgy létrehozott állammal. Bár sokan hangoztatják, hogy a Vendvidék így akart csatlakozni Jugoszláviához, valójában Tkálecz nem keresett támogatást a délszláv fél részéről, ami miatt azok szintén nem tekintették valóban a maguk részére történő cselekedetnek a köztársaság szervezését. Talán így történhetett meg, hogy abszurd módon később kommunistaellenes és Trianon-ellenes érzelmű magyarok Tkáleczet „magyar hős”-nek tekintik aki a trianoni békeszerződés határozatai és a kommunisták ellen akart harcolni.